# Katissa zimarae
Katissa zimarae är en spindelart som först beskrevs av Eduard Reimoser 1939.  Katissa zimarae ingår i släktet Katissa och familjen spökspindlar.
Artens utbredningsområde är Costa Rica. Inga underarter finns listade i Catalogue of Life.